# Мухін Іван Андрійович
Іван Андрійович Мухін (1868, Миколаїв — 1924, там же) — російський революціонер, радянський партійний та господарський діяч.

## Життєпис
З підліткового віку почав працювати у кузні, навчався в Миколаївській портовій ремісничій школі. Після закінчення навчання почав працювати електротехніком на Миколаївському адміралтействі (нині Суднобудівний завод імені 61 Комунара).

## Революційна діяльність

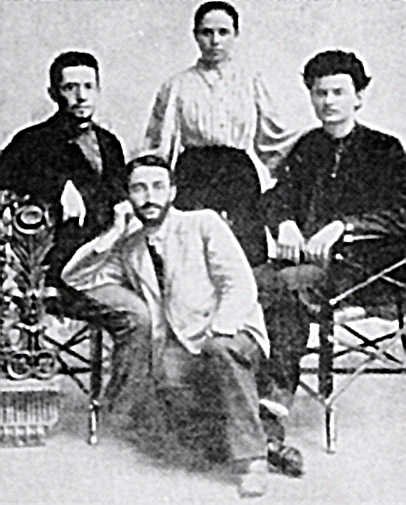
Соратники Івана Мухіна по Південноросійському робітничому союзу (самого Мухіна серед них немає): сидять зліва-направо — Ілля Соколовський, Григорій Зів, Лев Бронштейн (Троцький), стоїть Олександра Соколовська (1897 рік)

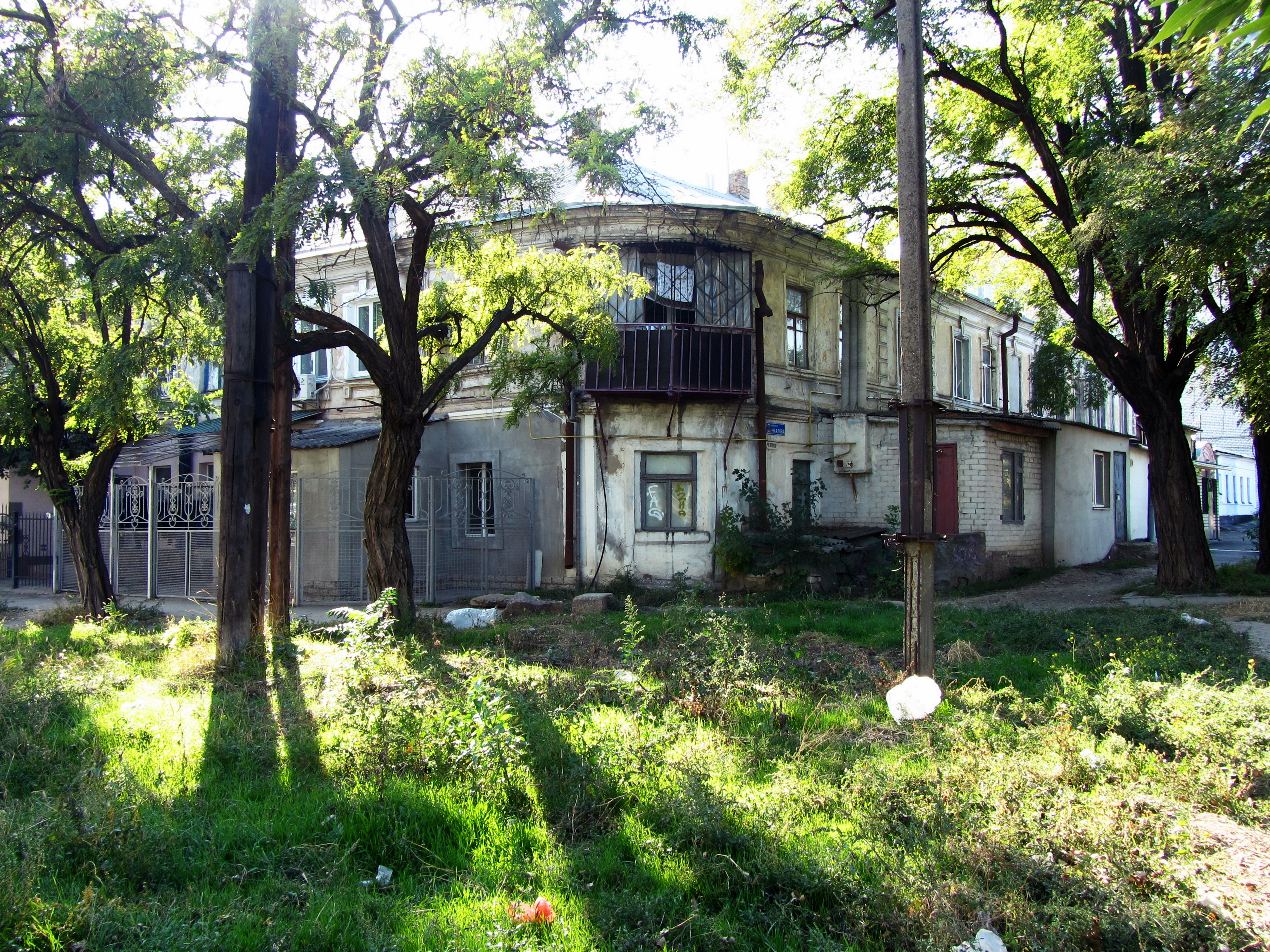
Будівля, де проходило у 1897 р. засідання «Союзу миколаївських робітників». Миколаїв, вулиця Громадянська, 33

У 1897 став одним з організаторів миколаївського «Південноросійського робітничого союзу» — першої соціал-демократичної організації в Миколаєві, що об'єднала 9 робітничих гуртків, до яких входило від 250 до 300 фабрично-заводських робітників міста. Протягом 9 місяців Союз випустив 3 номери нелегальної газети «Наша справа» і 10 прокламацій, на кожній з яких було написано: «Союз адміралтейських робочих міста Миколаєва. Прочитай і передай іншому». «Союз» проводив пропагандистську й агітаційну роботу серед місцевих робітників і водночас підтримував зв'язки з робітничими осередками Києва, Катеринослава (нині місто Дніпро), Одеси та інших міст України, організував гурток в одній з місцевих військових частин.

В організації, якою керував Іван Мухін, починав свою революційну діяльність 17-річний Лев Бронштейн, що згодом став всесвітньовідомим під псевдонімом «Троцький». На молодого революціонера Іван Мухін, якому на той час було вже 28 років, мав величезний вплив. У своїй автобіографічній книзі «Моє життя» Троцький згадував:

Мухін, худорлявий, борідка клинцем, мружить лукаво розумне ліве око, дивиться дружелюбно, але боязко на мою безвусу і безбороду особу і докладно, з лукавими зупиночками, роз'яснює мені: «Євангеліє для мене в цій справі, як гачок. Я з релігії починаю, а перекладаю на життя. Я штундистам днями на квасолі всю правду розкрив». — «Як на квасолі?» — «Дуже просто: кладу зерно на стіл — ось це цар, кругом ще обкладаю зерна: це міністри, архієреї, генерали, далі — дворянство, купецтво, а ось ці квасолі купою простий народ. Тепер питаю: де цар? Він показує в серединку. Де міністри? Показує кругом. Як я йому сказав, так він і мені каже. Ну, тепер постій, — каже Іван Андрійович, — тепер постривай». Він зовсім закриває ліве око і робить паузу. «Тут я, значить, рукою всі ці квасолі і перемішав. А ну-ка покажи, де цар? Де міністри? Так хто ж його, каже, тепер дізнається? Тепер його не знайдеш… Ото ж бо, кажу, і є, що не знайдеш, ось так, кажу, і треба всі квасолі перемішати.» Я аж упрів від захвату, слухаючи Івана Андрійовича. Ось це справжнє, а ми мудрували, ворожили, та чекали. Машина грає — конспірація, Іван Андрійович на квасолі класову механіку руйнує — революційна пропаганда. «Тільки як їх перемішати, їдять їх мухи, ось в чому справа?» — каже Мухін вже іншим тоном і дивиться на мене строго, в обидва ока. — Це ж не квасолі, а? — І тепер вже він чекає відповіді з мого боку… Мухіну було 27 років, він потроху кашляв кров'ю, мав багатий життєвий досвід, сповнений практичної мудрості і здавався мені мало не старим. 
Наприкінці січня 1898 року організація була розгромлена. Понад 200 людей було заарештовано, 28 з яких, в тому числі й Іван Мухін отримали вироки. Після дворічного ув'язнення в одеській в'язниці він був висланий до Вятської губернії. Після відбуття покарання знову повернувся до Миколаєва і взяв участь у робтничому русі. У 1905 році вдруге був заарештований, за участь у страйковому комітеті залізничників. Після піврічного ув'язнення був висланий у місто Сольвичегодськ. Із заслання втік і нелегально проживав у Рибінську і Ярославлі, де йому вдалося влаштуватися на будівництво залізниці.

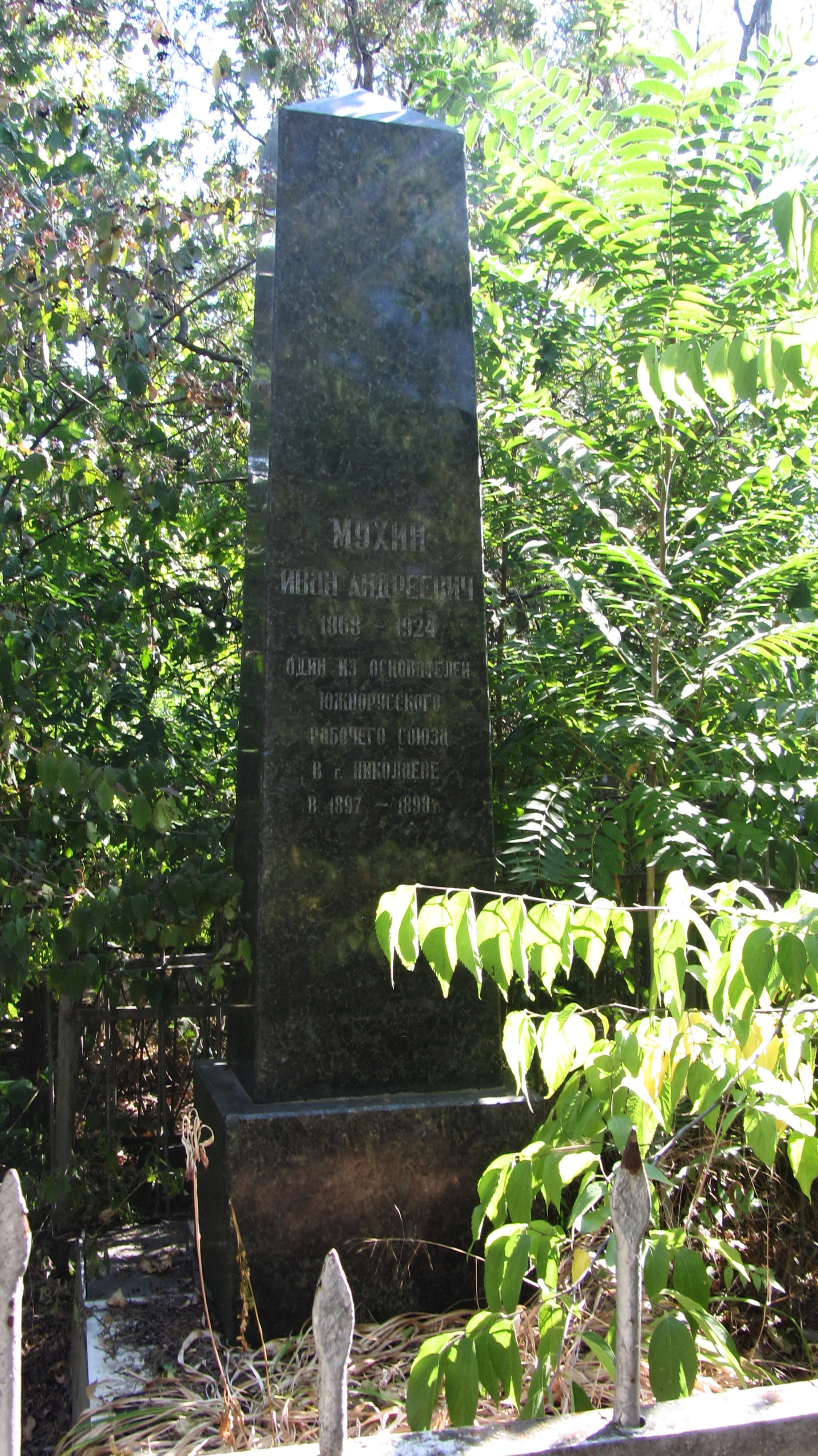
Могила Івана Мухіна на Миколаївському некрополі

Після Жовтневого перевороту 1917 року перебував на відповідальних посадах Народного комісаріату шляхів сполучення. У 1920 році повернувся до Миколаєва, працював директором судноремонтного заводу, начальником Миколаївського морського торговельного порту.
На початку 1920-х років Троцький, що на той час був вже одним з керівників Радянської Росії, зустрівся зі своїм першим революційним наставником на конференції української комуністичної партії в Харкові. Вони довго сиділи в кутку, згадуючи окремі епізоди і розповідаючи один одному про подальшу долю тих осіб, з якими були пов'язані на зорі революції. На цій конференції Мухін був обраний в центральну контрольну комісію української партії.
Царські тюрми і заслання підірвали здоров'я Івана Мухіна, він тяжко хворів на сухоти. У лютому 1924 року ветеран миколаївського революційного руху помер. Похований на Миколаївському некрополі.